# Vp.art
 (février 2023).
Ne doit pas être confondu avec Soundpainting.
Le vp.art est une forme marginale d'art numérique (vp est le sigle pour voice painting « peinture de - ou grâce à - la voix ».) apparue [Quand ?].
L'aspect central de cet art émergent est l'utilisation d'appareils high-tech et de logiciels spécialisés pour obtenir une « empreinte vocale », à la manière d'une empreinte digitale ou génétique.
Note : Le vp.art est différent du Soundpainting (« peinture sonore »), technique utilisée en musique.

## Technique employée
Pour pratiquer le vp.art, l'artiste part d'un enregistrement de sa voix, qui subit ensuite un traitement électronique pour générer une représentation graphique de l'enregistrement. Le fichier ainsi obtenu sera alors traité avec des logiciels graphiques spécialisés. In fine c'est l'inspiration artistique qui transforme le fichier brut en vp.art.

## Quelques représentants du vp.art
Pour l'instant[Quand ?], très peu d'artistes pratiquent cette discipline. Parmi eux, on trouve l'artiste allemand Günther Höser. Höser travaille à partir d'enregistrements de voix célèbres, de récitals de poésie, voire d'enregistrements réalisés avec des passants anonymes dans les rues ou autres endroits pris au hasard.
Une approche similaire est celle du Kinetic Painting Group, bien qu'ils utilisent la musique à la place de la voix, quand ils produisent des peintures digitales lors de jam sessions interactives.

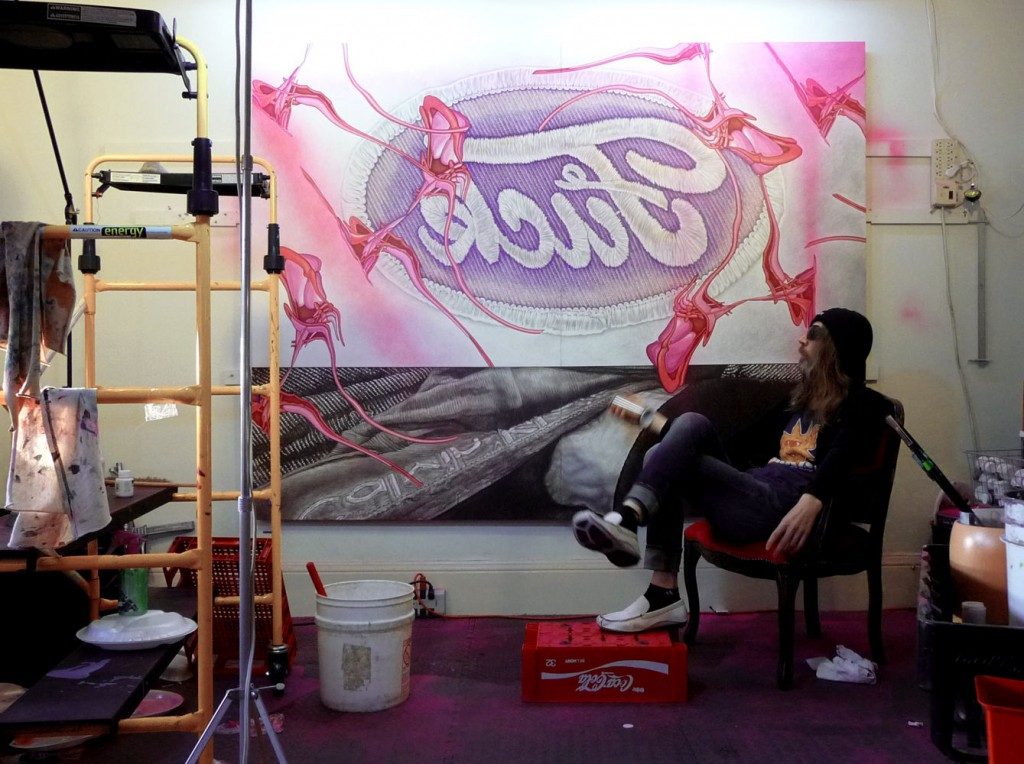
Ted Vasin dans son atelier de San Francisco en 2010.

D'autres peintres travaillent à partir de sons, tels Joseph Wooldridge, qui travaille avec des musiciens lors de ses séances de peinture, ou l'Américain Ted Vasin (en). Ces peintres travaillent d'une façon assez similaire aux musiciens, qui « trouvent leur inspiration dans la peinture », selon Michael Barone[Qui ?].
À la frontière entre art et science, un petit nombre de scientifiques examinent la relation entre la voix et la peinture, ou plus généralement entre le son et la peinture. Ainsi Zune Lee, de l'Université Stanford, souhaite développer « une relation raisonnée entre son et visualisation, en connectant des éléments sonores à des éléments visuels », et l'Université de Fribourg en Suisse a mené un projet appelé Symbios Art dont l'objectif est de construire une peinture réactive basée sur la voix et l'image.